# Косьцежина
Косьцежи́на (пол. Kościerzyna), Берент (нем. Berent) — город в Польше, входит в Поморское воеводство, Косьцежский повят. 
Имеет статус городской гмины. Занимает площадь 15,83 км². Население — 23 145 человек (2004).

## История
В 1750 году по церковной ревизии в поселении не было ни одного еврея, но 75 лет спустя евреев насчитывалось 43 человека. На 1865 год проживало 4 004 человек, из которых был 431 еврей. 
На 1885 год в Беренте проживало 46 574 человека. На конец XIX столетия город и район Берент входил в состав Западной Пруссии, и находился возле Данцига, входил в правительственный округ Данциг. В поселении имелись католическая учительская семинария и высшее женское училище. Берент занимал участок пространства в 1 234 квадратных километра. На 1905 год в Беренте было всего жителей 6 207 человек, из коих 247 евреев.
В ходе наступательных операций ВС Союза ССР освобождён от войск нацистской Германии. После Великой Отечественной войны по решению Потсдамской конференции передан Польше.